# Fan the Flame (Part 1)
Fan the Flame (Part 1) è il quinto album di studio della band britannica dei Dead or Alive, pubblicato nel 1990 su etichetta Epic Records, e distribuito dalla major Sony Music soltanto in Giappone. Tale decisione fu decretata in quanto l'album precedente del gruppo, Nude, era stato un clamoroso successo commerciale nell'arcipelago nipponico, dove la critica l'aveva decretato Miglior Album dell'intera annata 1989. Ancora oggi Fan the Flame (Part 1) è disponibile soltanto come prodotto d'importazione giapponese.

## Descrizione
Il lavoro rappresenta un leggero mutamento di stile per i Dead or Alive, meglio conosciuti per i loro brani Hi-NRG e disco, per i ritmi upbeat, e per i contenuti letterari aggressivi e sessualmente spinti, al limite della decenza e spesso censurati. Fan the Flame contiene otto tracce, per lo più mid-tempo, e maggiormente orientati verso il genere dance. Anche i testi subiscono una variazione, divenendo tristi e malinconici.
Il primo singolo estratto dall'album è Your Sweetness Is Your Weakness; come l'album stesso, anche i singoli vengono pubblicati solo su mercato giapponese. Il videoclip di Your Sweetness Is Your Weakness presenta un Pete Burns quasi completamente vestito da donna, con un make-up molto pesante (il viso completamente truccato da donna, movenze femminili e unghie laccate finte, ricurve e lunghissime). Il video, piuttosto azzardato, è una chiara seppur moderata anticipazione del look estremo che Burns avrebbe adottato negli anni a venire, look che lo caratterizzò fino alla morte.
Il secondo singolo tratto dal disco è Unhappy Birthday: in questo brano i Dead or Alive si avvalsero della partecipazione del gruppo vocale pop britannico dei Londonbeat, ai cori maschili. I cori femminili, sia di Unhappy Birtday che dell'intero album, furono affidati alla potente voce della corista Tracy Ackerman, particolarmente apprezzata da pubblico e critica per il perfetto mix fra il suo timbro vocale e quello di Burns. A giudizio della critica, l'unione fu pressoché perfetta in quanto "era difficile affiancare un profilo vocale che si sposasse con il profilo vocale di Burns. I due hanno dato vita ad un riuscito, a tratti suggestivo, impasto sonoro, in particolare nelle tracce meno tirate". Durante la promozione di Fan the Flame i Dead or Alive eseguirono delle lente performance dal vivo. Questa rappresenta un'altra particolarità di Fan the Flame, non solo per l'elemento acustico utilizzato ma anche per il fatto che, notoriamente, Burns si è sempre rifiutato di cantare dal vivo.
A questo proposito è possibile vedere, ma specialmente ascoltare, in rete una emozionante esibizione dei due in un medley acustico senza precedenti in cui vengono fuse insieme Gone 2 Long e Total Stranger, la prima pubblicata come singolo la seconda pubblicata con una versione leggermente diversa dall'album assieme ad Unhappy Birthday. 
Il disco Fan the Flame si caratterizza per un'altra esclusiva: la presenza di Blue Christmas, una ballata semi-natalizia ma solo per l'ambientazione della storia narrata nonché per il titolo stesso. 
Nel 2020 Il Disco Viene Rimasterizzato e Incluso Nel Cofanetto Invincible

## Tracce
Tutti i brani sono stati scritti dal trio Burns/Coy/Oxendale.
1. Your Sweetness (Is Your Weakness) - 5:49
2. Unhappy Birthday - 6:46
3. Gone 2 Long - 5:45
4. Total Stranger - 7:04
5. Lucky Day - 7:55
6. What Have U Done (2 Make Me Change) - 6:15
7. And Then I Met U - 8:02
8. Blue Christmas - 3:55

## La mancata pubblicazione diFan the Flame (Part 2)
Fan the Flame (Part 2) fu registrato ma non venne mai realizzato ufficialmente. Sin dalla pubblicazione di Fan the Flame (Part 1) il pubblico si aspettava la seconda parte e pertanto ogni pubblicazione dei Dead or Alive, anche la più rara e introvabile, veniva spesso confusa con la seconda parte. Questo è il caso dell'album acustico Love Pete, album live pubblicato nel 1992 durante qualche rara performance americana del tour. L'etichetta discografica, erroneamente, lo intitolò Fan the Flame (Part 2): The Acoustic Sessions.
Nella sua biografia del 2006 Burns criticò fortemente la distribuzione illegale del disco e criticò anche quei fan che continuavano a comprarlo. Nel Ottobre 2021 Viene pubblicato Postumo Fan The Flame (Part 2) [The Resurrection] su etichetta Demon Group Records

## Credits

### Formazione
- Pete Burns: voce solista, testi
- Steve Coy: batteria
- Peter Oxendale: altri strumenti

### Musicisti
- Tracy Ackerman: cori femminili
- Londonbeat: cori maschili traccia 4
- The London Community Gospel Choir: cori gospel traccia 2

### Produzione
- Dead or Alive: produzione
- Tim Weidner: co-produzione
- Mickey Mulligan: tecnico del suono supplementare
- Andy "The Amazing Candini" Baker, Colin "Ninja" Glanville: assistenti tecnico del suono al Sarm West
- Lola Weidner, Jezebel The Ninja Dog et al.: collaboratori speciali al Sarm West
- Avril Mackintosh: editing digitale, presso i Mayfair Studios

### Staff
- Paul Cox: fotografia
- Zarkowski Designs: design